# Lechbruck am See
Lechbruck am See è un comune tedesco di 2 540 abitanti, situato nel land della Baviera.